# ? (Белград)
 За графичния знак вижте въпросителен знак.  
„?“ е известна кръчма в Белград, основана е през 20-те години на 19 век. Сградата е построена през 1823 г. от Наум Ичко – лекар и син на Петър Ичко. По-късно, като паметник е преустроена в питейното заведение. Намира се в центъра на града, близо до Калемегдан, точно срещу Патриаршията. През втората половина на 20 век, след сериозен конфликт с клира, собственикът сваля старата табела Кафана и оставя само една питанка (?). Това се възприема добре както от свещениците, така и от клиентите.
Кръчмата съществува и работи и до днес.
Нарича се и „сръбска кафана“.